# Favelagrafia

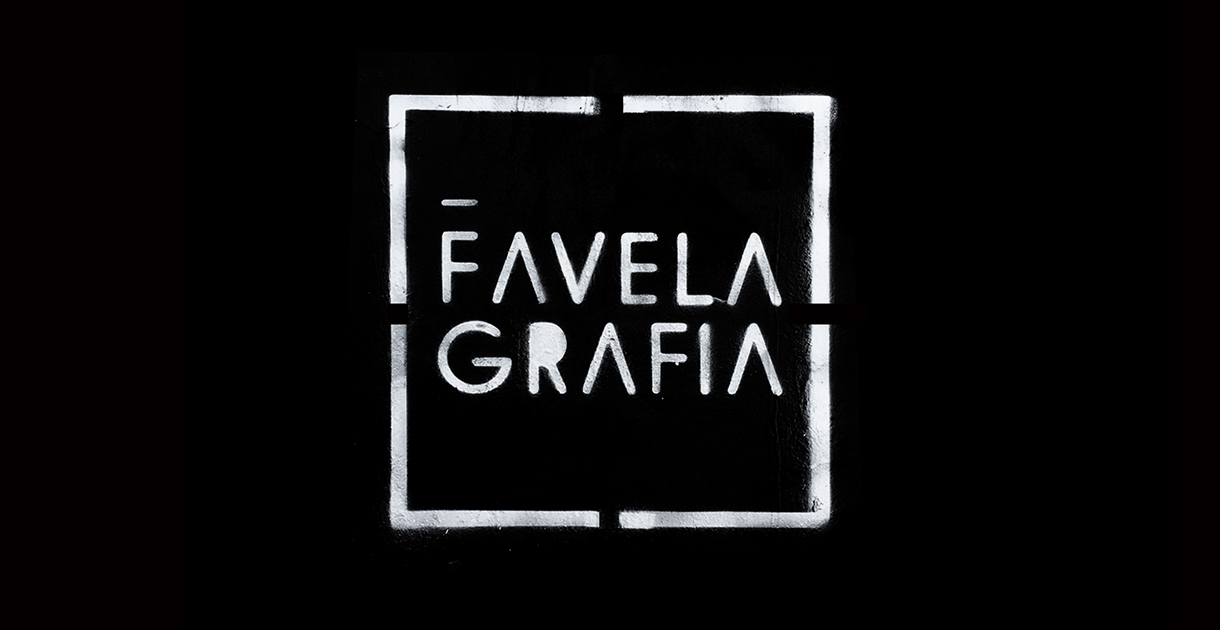
Favelagrafia

Favelagrafia é um projeto de fotografia idealizado pelo diretor de arte Andre Havt e pela designer Karina Abcalil, com o proposito de mudar à visão estereotipada sobre a favela. O projeto reuniu jovens de nove comunidades diferentes com o intuito de mostrar a favela com o olhar de quem vive nela. Todas as imagens foram feitas com smartphones.
As imagens captadas que alimentam a rede social do projeto viraram livro, site, exposição em um dos maiores museus do Rio, estamparam uma coleção de camisas e foram expostas em faculdades do Rio.
Toda essa visibilidade se deu pelo trabalho dos fotógrafos e também pela foto que circulou por todo o mundo, sendo compartilhada por cantores e atores nacionais e internacionais.

## As comunidades e seus fotógrafos
- Alemão por Josiane Santana
- Babilônia Omar Britto
- Borel por Anderson Valentim
- Cantagalo por Magno Neves
- Mineira Por Jessica Higino
- Prazeres por Saulo Nicolai
- Providência por Joyce Marques
- Rocinha Por Rafael Gomes
- Santa Marta por Elana Paulino

## Tipografias
Foi criado para cada comunidade uma tipografia feita com recortes de fotos que mostram lugares que identificam as comunidades.
As tipografias são assinadas pela agência Tundra Studies, sob o comando dos designers Karina Abicalil e Claudio Portugal.

## Prêmios
O Favelagrafia ganhou dois bronzes no Festival de Publicidade de Cannes 2017, um em Design e outro em Entertainment.